# Устинкинский сельсовет
Устинкинский сельсовет — сельское поселение в Орджоникидзевском районе Хакасии.
Административный центр — село Устинкино.

## История
Статус и границы сельского поселения установлены Законом Республики Хакасия от 7 октября 2004 года № 68 «Об утверждении границ муниципальных образований Боградского района и наделении их соответственно статусом муниципального района, сельского поселения»

## Население
| 2002  | 2010  | 2012  | 2013  | 2014  | 2015  | 2016  |
| ----- | ----- | ----- | ----- | ----- | ----- | ----- |
| 2143  | ↘1786 | ↘1765 | ↘1726 | ↘1672 | ↘1666 | ↘1641 |
| 2017  | 2018  | 2019  | 2020  | 2021  |       |       |
| ↘1612 | ↘1602 | ↘1575 | ↘1522 | ↘1300 |       |       |

### Национальный состав
Русские (73,6 %), хакасы (23,8 %).

## Состав сельского поселения
В состав сельского поселения входят 5 населённых пунктов:
| № | Населённый пункт | Тип населённого пункта       | Население |
| - | ---------------- | ---------------------------- | --------- |
| 1 | Агаскыр          | деревня                      | ↘6        |
| 2 | Кагаево          | деревня                      | ↘203      |
| 3 | Костино          | деревня                      | ↘100      |
| 4 | Подкамень        | деревня                      | ↘319      |
| 5 | Устинкино        | село, административный центр | ↘1158     |

## Местное самоуправление
Администрация
с. Устинкино, Советская,  20
Глава администрации
- Волосатов Сергей  Иванович